# Sciurus spadiceus
Sciurus spadiceus (вивірка південно-амазонська) — вид ссавців, гризунів родини Вивіркових (Sciuridae).

## Поширення
Країни поширення: Болівія, Бразилія, Колумбія, Еквадор, Перу. Цей вид живе в низинних лісах Амазонки і в передгір'ях Анд.

## Морфологія
Повна довжина: 503—522 мм, задні ступні довжиною 67—71 мм, хвіст довжиною 266—267 мм, вуха довжиною 33—34 мм, вага: 570—660 грам. Спина червонувато-коричнева. Боки тіла, передні лапи, стегна, сторони лиця руді. Черево від кремового до червонуватого. Хвіст коричневий при основі стаючи червоним з відстанню. Існує багато варіацій по кольору. 

## Поведінка
Вид є фахівцем з лузання великих горіхів з дуже щільним, жорстким ендокарпом.

## Загрози та охорона
Серйозну загрозу для цього виду несе скорочення місць проживання і фрагментація. На вид полюють задля їжі в деяких областях Еквадору й Перу.